# Echinops
Echinops es un género en la familia Asteraceae. Comprende unos 500 taxones descritos y de estos, solo unos 200 aceptados.

## Descripción
Son plantas herbáceas anuales o perennes, inermes o espinosas con tallos simples o ramificados, no alados y hojas alternas, pecioladas o sésiles, no o apenas decurrentes, pinnatífidas, uni-bipinnatipartidas o pinnatisectas, inermes o espinosas. Los capítulos son monoflores, agregados en sinflorescencias homógamas globosas terminales y solitarias o en grupos corimbiformes. El involucro es oblongo-obovoide, con brácteas dispuestas en 3-9 series, imbricadas, inermes, libres o soldadas por la base, rodeado en su base por un penacho de setas libres o algo soldadas. El receptáculo de las inflorescencias de segundo orden es convexo, globoso o claviforme, alveolado, glabro, rodeado de páleas filiformes, lineares u oblanceoladas, laciniadas, reflexas, coriáceas o herbáceas, lisas, glabras o pelosas, a veces glandulosas. Los flósculos son hermafroditas y más largo que el involucro, con corola pentámera, algo actinomorfa, glabra, pubescente en su cara externa, blanquecina, verdosa, azulada o de un azul violáceo, con limbo profundamente dividido en 5 lóbulos más o menos iguales y patentes, provistos a veces de una excrecencia escariosa en la base de su cara adaxial. El estilo es liso, con 2 ramas pubescentes, delimitadas por un anillo de pelos colectores cortos, o bien bifurcado y cada rama con su propio anillo de pelos. Está rodeado basalmente por un nectario que persiste en el fruto a modo de umbo sobre la placa apical. Las cipselas son homomorfas, todas con vilano, prismáticas u obovoides, de sección más o menos pentagonal, lisas, seríceas, truncadas en el ápice, con placa apical plana, con o sin reborde. No hay eleosoma y el vilano es simple, amarillento, frágil, caedizo, con una fila de escamas subuladas, libres o soldadas en la mitad basal, más o menos iguales, escábridas.»

## Distribución
Es nativo de Europa oriental a Asia central, y el sur de las montañas del África tropical.

## Taxonomía
El género fue descrito por Carlos Linneo y publicado en Species Plantarum, vol. 2, p. 814–815, 1753. La especie tipo es: Echinops sphaerocephalus L.
Etimología
- Echinops: nombre genérico que deriva de las palabras griegas έχίνος, "erizo o erizo de mar," y ops, -opsis, un sufijo que indica "semejanza o apariencia"[5]

## Algunas especies
- Echinops adenocaulos
- Echinops bannaticus
- Echinops chantavicus
- Echinops creticus
- Echinops echinophorus
- Echinops exaltatus
- Echinops fruticosus
- Echinops giganteus
- Echinops glandulosus
- Echinops gmelinii
- Echinops graecus
- Echinops humilis
- Echinops latifolius
- Echinops maximus
- Echinops nivens
- Echinops nodiflorus
- Echinops orientalis
- Echinops ritro
- Echinops sphaerocephalus
- Echinops spinosissimus
- Echinops spinosus

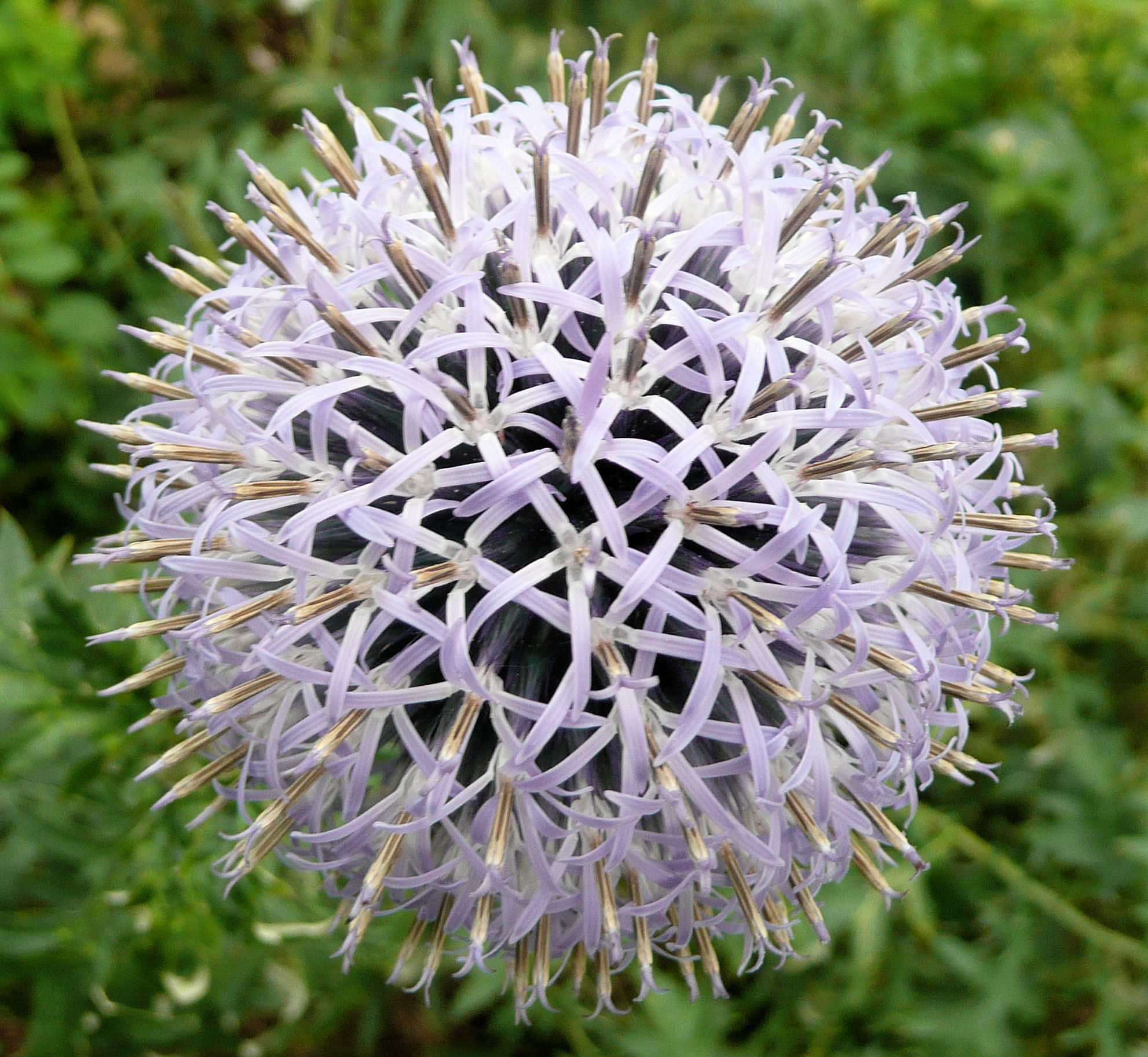
Detalle de la sinflorescencia en Echinops ritro.

- Echinops strigosus L. cardo yesquero espinoso[6]
- Echinops tauricus
- Echinops tunetanus
- Echinops tournefortii
- Echinops tschimganicus
- Echinops viscosus